# Diego Gallardo (cantante)
Diego Gallardo Molina (Guayaquil, 1992-Guayaquil, 9 de enero de 2024) fue un cantautor, músico, gestor cultural e ingeniero civil ecuatoriano, también conocido como Aire del Golfo.

## Biografía

### Primeros años
Diego Gallardo nació en 1992, en Guayaquil, Ecuador. A los 10 años de edad comenzó a desarrollar su gusto por la música, formando parte del coro navideño de la escuela, con el que tuvo giras en distintos centros comerciales. A la edad de 12 años, recibió una guitarra de regalo por parte de su tío materno, lo que lo impulsó a interesarse por hacer música, tomando dos clases de guitarra que abandonó para formarse como autodidacta, y luego de grabar covers en inglés, desde 2007 decidió componer canciones en español.

### Carrera
Inició su carrera musical en 2016 con un estilo de folclore que mezclaba estilos de la música tradicional ecuatoriana y contemporánea. Su mezcla de estilos solía denominarlo como un género propio llamado Tripipop, además de géneros variados como reggae, blues, rock y acústicas.
En 2018 lanzó su tema Mujer Pitahaya, como adelanto de su álbum. También fue gestor cultural e impulsó la carrera de varios artistas con letras y producciones. Comenzó a escribir sus primeras canciones a los 15 años de edad, inspiradas en historias románticas personales y de sus amigos.
En 2019 debutó bajo el nombre artístico de Aire del Golfo, proyecto musical creado junto a su amigo José Ayala, con el que le rindió constantes homenajes a la ciudad de Guayaquil, y lanzó su álbum Dejar zumbar 1. Entre sus temas más escuchados del álbum en Spotify están Pirámide, Sin Embargo.
En 2021 debutó en el Festival Otra Música del Teatro Sánchez Aguilar, junto a los cantantes Chloé Silva y Abbacook. Ese mismo año interpretó el tema musical Salinas, compuesto por Jaime del Hierro y producido por Pechiche Mena, un tributo a la ciudad costera, al ritmo de un reggae lento, donde Pechiche Mena interpretó la guitarra, Kevin Klein con el bajo, Julián Piterman con la batería, Damián Carballal con la percusión, Pablo Cherrez con la trompeta y Fernando Cherrez con el saxofón. Para la portada del sencillo Salinas, el dibujo fue creado por el artista Jorge Velarde.
En 2022 lanzó dos sencillos denominados Química y ¡Ay, qué calor!, de su segundo álbum Dejar zumbar 2, bajo el sello La Sociedad Real.
En 2023 realizó su último lanzamiento musical con Santi Beats, con el tema Lila sessions n.º 4: Aire del Golfo, con una mezcla nueva de sonidos.

## Vida privada
Conoció en 2018 a la artista plástica Camille Gamarra en un festival de cerveza, con quien se casó en 2020, formando una familia con dos hijos, uno de Camille con un anterior compromiso que tenía cinco años cuando la conoció, y el otro hijo propio de Diego con Camille.
Se dedicó a tiempo completo a su profesión de ingeniero civil, ya que manifestaba que en Ecuador no era rentable dedicarse solo a la música.

## Muerte
Falleció el 9 de enero de 2024, a los 31 años de edad, durante el Conflicto armado interno de Ecuador que comenzó con la toma de la estación televisiva de TC Televisión, al ser alcanzado por una bala perdida en la Avenida del Bombero, en el sector de los Ceibos, de la ciudad de Guayaquil, por criminales que se encontraban aterrorizando la ciudad, cuando se encontraba en busca de su hijo a la escuela para resguardarlo en su casa debido al conflicto.
El presidente de la Liga Profesional de Fútbol de Ecuador, Miguel Ángel Loor, confirmó la muerte del artista en redes sociales, y dio sus condolencias a sus familiares.
La cantante y prima del artista, Vivianna, expresó su dolor e impotencia por su muerte.
Su esposa, la artista visual Camille Gamarra, conocida como «La Petite Artiste», expresó su dolor por la pérdida de su esposo, y manifestó: «Moriste como un héroe yendo a proteger a nuestro hijo».
Varios artistas y personalidades expresaron sus condolencias a familiares de Gallardo y le dedicaron unas palabras, tales como: el cantante Ricardo Montaner, el cantante Jorge Drexler, la cantante Ana Belén, la cantante Camila Pérez, el cantante y guitarrista de la banda de rock Naranja Lázaro, Juan Carlos Coronel, la cantante y prima de su esposa, Chloé Silva Fougères, el cantautor Sergio Vivar, la agrupación La Iguana Invisible, el Teatro Sánchez Aguilar, el actor Carlos Scavone, y el músico Lucas Napolitano, hijo del músico y guitarrista, Héctor Napolitano.
El presidente de la Asamblea Nacional del Ecuador, Henry Kronfle, condecoró de manera póstuma a Gallardo, cómo Héroe Nacional, por arriesgar su vida para buscar salvar la de su hijo de crianza de 10 años de edad.

## Discografía

### Álbumes y sencillos
- Dejar Zumbar 1
  - Escucha
  - Mis Caminos
  - Segundos y Horas
  - Lo Planeado
  - Pirámide
  - Terceros
  - Mujer Pitahaya
  - Sin Embargo
- Dejar zumbar 2
  - Química
  - ¡Ay, qué calor!

### Colaboraciones
- Salinas, con Jaime del Hierro
- Lila sessions n.º 4: Aire del Golfo, con Santi Beats